# Alja Varagić
Alja Varagić, née Alja Koren le 11 décembre 1990 à Celje, est une handballeuse slovène, évoluant au poste d'arrière droite

## Palmarès
compétitions nationales
- championne de Slovénie en 2010, 2011, 2012, 2015, 2017, 2018 et 2019 (avec RK Krim)